# Antigny-la-Ville
 Antigny-la-Ville  es una localidad y comuna de Francia, en la región de Borgoña, departamento de Côte-d'Or, en el distrito de Beaune y cantón de Arnay-le-Duc. Está integrada en la Communauté de communes du Pays d’Arnay.

## Demografía
| 147 | 146 | 139 | 125 | 94 | 105 |
| Para los censos de 1962 a 1999 la población legal corresponde a la población sin duplicidades (Fuente: INSEE [Consultar]) |     |     |     |    |     |